# Lotus repens
Lotus repens là một loài thực vật có hoa trong họ Đậu. Loài này được (G. Don) Sessé & Moc. ex Standl. & Steyerm. miêu tả khoa học đầu tiên năm 1946.